# 도미오카 제사장
도미오카 제사장(富岡製糸場)은 군마현 도미오카에 설립된 일본의 첫 본격적인 명주실 생산 방적 공장이다. 1872년 (메이지 5년) 당시에 세워진 공장 건물 및 누에 창고 등이 현재에도 보존되어 있다. 일본의 근대화 뿐만 아니라, 실크 산업의 기술혁신 및 기술교류에 큰 공헌을 한 공장으로 평가되며, 공장 건물을 포함하여 일본의 사적으로 지정되어 있고, 초기에 지어진 건조물은 국보 및 중요문화재로 지정되어 있다. 2014년 6월 21일에 세계유산으로 정식 등록되었다.

## 개요
에도 시대 말기에 개국에 나선 일본은, 실이 중요한 수출품이었으나, 제품의 질이 낮은 이유로 국제적 평가를 잃고 있던 시기였다. 이 때문에 관영 실 공장 건설 계획이 진행되었으며, 1872년 프랑스의 기술을 도입하여 관영 모범 공장으로 도미오카 제사장이 세워졌다. 기계를 도입한 제사공장으로는 당시 세계 최대 규모였으며, 일본의 기후에 맞춰 개량된 방적기계는, 이후 일본 국내에 건설되는 제사 공장에도 도입되었으며, 도미오카 제사장에서 기술을 익힌 여공들이 각지로 기술을 전파하는데 공헌하였다.
도미오카 제사장은 1893년 미쓰이 일가에 매각되어, 1902년 하라 합명회사, 1939년 가타쿠라 제사방적회사 (현 가타쿠라 공업) 등으로 경영 모체가 바뀌었으나, 1987년에 조업 정지되기까지, 제2차 세계 대전 기간을 포함 제사공장으로 줄곧 가동되었다.
제2차 세계대전 당시의 미국 육군 공습에 의한 손상을 피하고, 조업 정지 이후도 가타쿠라 공업이 보존에 힘을 기울였던 이유로, 제사장 본 건물을 비롯한 초기 개업 당시의 목조 벽돌제 건물 구조가 양호한 상태로 현재까지 이어졌다. 2005년에는 공장 일대가 일본의 사적으로 지정, 2006년에는 초기에 지어진 주요 건조물(건축물 7동, 저수조 1기, 배수구 1곳)이 중요 문화재로 지정되었으며, 2007년에 그밖의 잠업 문화재와 함께 "도미오카 제사장 및 실크 산업 유산군" 의 명칭으로세계문화 유산의 잠정 리스트에 기재되었다. 2014년 6월 세계 문화 유산 등록의 가부가 심의되어, 6월 2일 일본의 근대화유물로는 첫 세계 문화 유산 목록에 등록되었다.

## 같이 보기
- 양잠
- 식산흥업